# Lissocricus holostrius
Lissocricus holostrius är en mångfotingart som beskrevs av Chamberlin 1955. Lissocricus holostrius ingår i släktet Lissocricus och familjen Rhinocricidae. Inga underarter finns listade i Catalogue of Life.